# Chelsea Chenault
Pour les articles homonymes, voir Chenault.
Chelsea Ann Chenault, née le 19 octobre 1994 à Walnut Creek, est une nageuse américaine.

## Biographie
Lors de ses débuts internationaux aux Championnats du monde en petit bassin 2012 elle est médaillée d'or au relais 4 × 200 m nage libre avec Megan Romano, Shannon Vreeland et Allison Schmitt. 

## Palmarès

### Championnats du monde

#### Grand bassin
- Championnats du monde 2013 à Barcelone (Espagne) :
  -  Médaille d'or au titre du relais 4 × 200 m nage libre[1].
- Championnats du monde 2015 à Kazan :
  -  Médaille d'or au titre du relais 4 × 200 m nage libre[1].

#### Petit bassin
- Championnats du monde 2012 à Istanbul (Turquie) :
  -  Médaille d'or au titre du relais 4 × 200 m nage libre.